# Kiritshenkella
Kiritshenkella är ett släkte av insekter. Kiritshenkella ingår i familjen ullsköldlöss.
Kladogram enligt Catalogue of Life:
| Kiritshenkella | \| \| Kiritshenkella lingnani \| \| \| \| \| \| Kiritshenkella sacchari \| \| \| \| |
|                | \| \| Kiritshenkella lingnani \| \| \| \| \| \| Kiritshenkella sacchari \| \| \| \| |
|                | Kiritshenkella lingnani                                                             |
|                |                                                                                     |
|                | Kiritshenkella sacchari                                                             |
|                |                                                                                     |